# Célibataires et en cavale
Pour plus de détails, voir Fiche technique et Distribution.
Célibataires et en cavale (Life's a Beach) est une comédie américaine écrite et réalisée par Tony Vitale, sortie en 2010.

## Synopsis
Darren se fait larguer par sa petite amie le jour même de son mariage. Il propose à son ami R.J. de partir avec lui dans un Club-Med aux Caraïbes où il devait passer sa lune de miel.

## Fiche technique
- Titre original : Life's a Beach
- Titre français : Célibataires et en cavale
- Réalisation : Tony Vitale
- Scénario : Tony Vitale
- Casting : Mary Jo Slater
- Décors : Debbie Andrews
- Costumes : Ellen Falguiere
- Photographie : Egon Stephan Jr.
- Production : Richard Gilbert Anderson et Tony Cataldo
- Pays d'origine :  États-Unis
- Langue originale : anglais
- Genre : comédie
- Durée : 88 minutes

## Distribution
- Darren Geare : Darren
- R.J. Knoll : RJ
- Christopher Walken : Roy Callahan
- Robert Wagner : Tom Wald
- Morgan Fairchild : Felicia Wald
- Rutger Hauer : Jean-Luc
- Christine Lakin : Rebecca
- Beatrice Rosen : Isabelle